# Fisherman's Friend

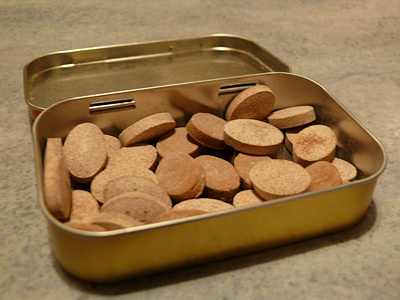
Fisherman's Friend-keelpastilles

Lofthouse's Fisherman's Friend of kortweg Fisherman's Friend is een merk keelpastilles dat wordt gemaakt in Fleetwood, Lancashire, Engeland.

## Geschiedenis
De snoepjes zijn door apotheker James Lofthouse in 1865 ontwikkeld om slijm los te maken ter verlichting van ademhalingsproblemen. Volgens de fabrikant namen vissers ze als vaste gewoonte mee de zee op, vandaar de naam. Op het beeldmerk staat de trawler FD 241 afgebeeld.

## Productbeschrijving
Sinds 1865 is er aan zowel de receptuur als de verpakking weinig veranderd. De originele Fisherman's Friend bestaat uit:
- suiker
- Zoethout
- Zetmeel
- Gom
- Menthol (0,9%)
- Eucalyptusolie (0,15%)
- Capsicumtinctuur

Het product wordt nog steeds verkocht in een papieren zakje. Aan de binnenzijde bevindt zich wel een plastic en metalen beschermingsfolie.
Het product wordt in meer dan honderd landen verkocht. Er zijn naast de originele versie inmiddels vele andere smaken ontwikkeld, deze zijn echter niet overal verkrijgbaar:
- Kers
- Citrusvruchten
- Cassis
- Mandarijn
- Anijs
- Honing-limoen
- Appel-kaneel
- Munt (gesuikerd)
- Munt (suikervrij)
- Aarmunt
- Drop
- Extra straf origineel
- Tropische vruchten
- Grapefruit (Duitse gelimiteerde oplage van mei tot augustus 2017)
- Framboos
- Drop-anijs

Op Twitter plaatst Fisherman’s Friend soms een speciaal ontworpen verpakking gelinkt aan de actualiteit. Deze bijzondere versies zijn echter nooit werkelijk verkrijgbaar.
- Covfefe (na Trumps flater op Twitter)
- Happy Christopher street day

Er zijn zowel suikervrije als suikerhoudende varianten. De verpakkingen van suikerhoudende Fisherman's Friends zijn egaal van kleur, de suikervrije varianten hebben een gestreepte verpakking. Een zakje bevat 23 pastilles. Er bestaan ook blikverpakkingen. Er is ook Fisherman's Friend -kauwgom op de markt.